# Antimelatoma benthicola
Antimelatoma benthicola är en snäckart som beskrevs av Powell 1942. Antimelatoma benthicola ingår i släktet Antimelatoma och familjen Turridae. Inga underarter finns listade i Catalogue of Life.